# Royas
Royas ist eine französische Gemeinde mit 410 Einwohnern (Stand: 1. Januar 2022) im Département Isère in der Region Auvergne-Rhône-Alpes; sie gehört zum Arrondissement Vienne und zum Kanton Bièvre. Die Einwohner werden Royassois genannt.

## Geografie
Die Gemeinde Royas liegt etwa 18 Kilometer ostsüdöstlich von Vienne. Umgeben wird Royas von den Nachbargemeinden Charantonnay im Norden, Saint-Jean-de-Bournay im Osten, Villeneuve-de-Marc im Süden, Savas-Mépin im Südwesten sowie Beauvoir-de-Marc im Westen und Nordwesten.

## Bevölkerungsentwicklung
| Jahr                       | 1962 | 1968 | 1975 | 1982 | 1990 | 1999 | 2006 | 2013 | 2021 |
| -------------------------- | ---- | ---- | ---- | ---- | ---- | ---- | ---- | ---- | ---- |
| Einwohner                  | 194  | 174  | 174  | 272  | 308  | 305  | 351  | 385  | 394  |
| Quellen: Cassini und INSEE |      |      |      |      |      |      |      |      |      |

## Sehenswürdigkeiten

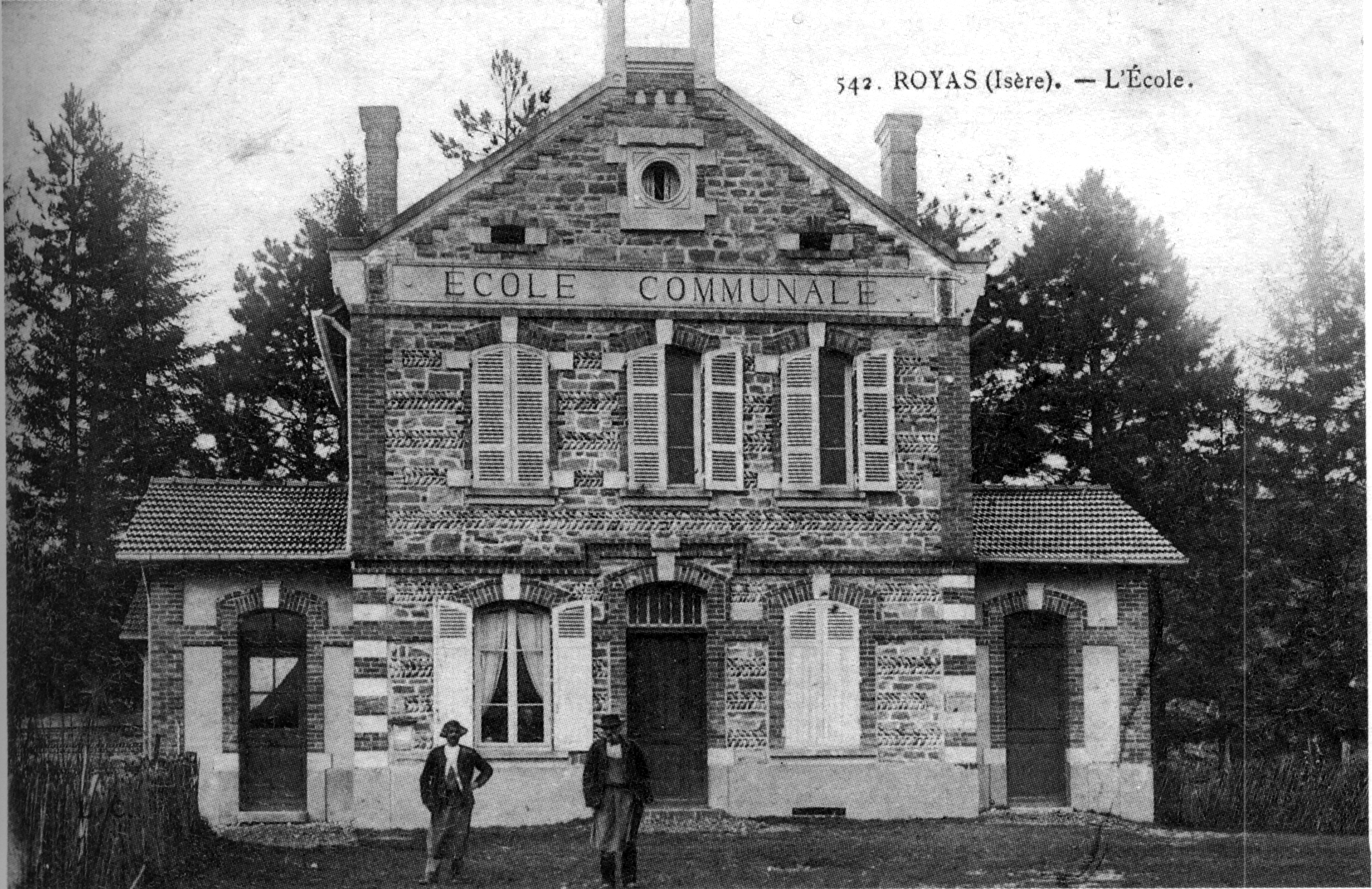
Kommunale Schule auf einer Postkarte aus dem Jahr 1909

- Kirche Saint-Clair